# Vasilij Dimitrijevič Ilovanjski
Vasilij Dimitrijevič Ilovanjski (rusko Васи́лий Дми́триевич Илова́йский), ruski general, * 1785, † 1860.
Bil je eden izmed pomembnejših generalov, ki so se borili med Napoleonovo invazijo na Rusijo; posledično je bil njegov portret dodan v Vojaško galerijo Zimskega dvorca.

## Življenje
Leta 1792 je vstopil v kozaški polk in leta 1801 je postal stotnik. Sodeloval je v vojni četrte koalicije in v letih 1808 in 1810 je bil v sestavi moldavijske vojske. 
Ob pričetku velike patriotske vojne je njegov polk kril umil 2. zahodne armade, pri čemer je pri naselju Romanov premagal dva francoska konjeniška polka in zajel 9 častnikov ter 189 vojakov.
Po umiku iz Moskve je njegov polk izvajal gverilsko bojevanje v francoskem zaledju. Kot prvi polk je prodrl v Moskvo, zaradi česar je bil povišan v generalmajorja. V celotni vojni je njegov polk zajel več kot 4900 vojakov, od tega tudi 3 generale.
Pozneje je sodeloval v rusko-turški vojni v letih 1826 in 1828. Upokojil se je leta 1840.